# Molí de Més a Prop
El Molí de Més a Prop és una obra de Taradell (Osona) inclosa a l'Inventari del Patrimoni Arquitectònic de Catalunya.

## Descripció
Edifici civil. Molí de planta rectangular (8x10), adossat al desnivell del terreny, cobert a dues vessants amb el carener perpendicular a la façana situada a ponent. Forma quatre o cinc desnivells fins a arribar al torrent. La façana presenta un portal rectangular amb la llinda datada (1825), diverses obertures a la planta i dues finestres al 1er.p. En aquesta part s'hi adossa un cobert d'uralita. Al N s'hi adossa un cos cobert a una vessant, la part E es la més baixa i es troba a pocs metres de la fàbrica, amb un portalet rectangular amb llinda de fusta que comunica al 1er pis. Al S hi ha un portal rectangular amb una finestra amb ampit al 1er. p., part reformada en construir-hi la fàbrica. En aquest indret hi ha el mur de l'antiga bassa amb un corredor de lloses que mena fins a l'entrada del carcabà i una trapa que s'obria en cas que de crescuda, ja que la bassa obstrueix tot el torrent i no té resclosa.

## Història
Molí situat al marge dret a prop del pont del camí de l'església de Tarradell i la font del Grau.
Fou molí i masia i el trobem documentat des del 1742. També es troba registrat en el nomenclàtor de la província de Barcelona de l'any 1860 com molí fariner, edifici habitat habitualment, d'una sola construcció i de dues plantes.
A principis del S.XIX es degué reformar i fa 25 anys també va sofrir transformacions amb la construcció de la fàbrica del Tint.